# Corvus moriorum
Il corvo delle Chatham (Corvus moriorum (Forbes, 1892)) è un uccello passeriforme estinto della famiglia Corvidae.

## Etimologia
Il nome scientifico della specie, moriorum, significa "dei Moriori", e rappresenta un chiaro riferimento all'areale di diffusione di questi uccelli.

## Descrizione

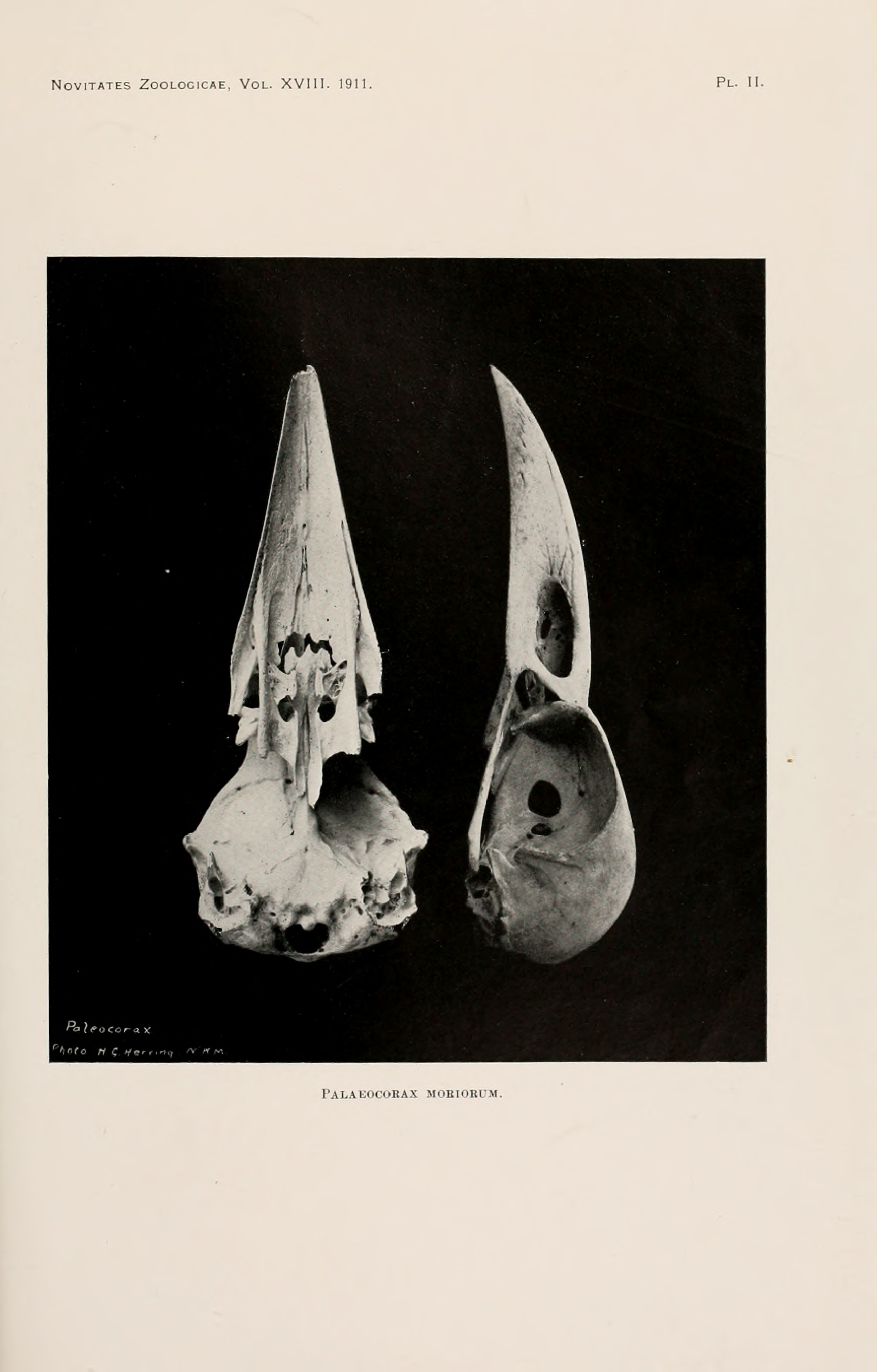
Illustrazione del cranio.

In base ai reperti finora rinvenuti, il corvo delle Chatham era un uccello di dimensioni considerevoli (nell'ambito dei corvidi): questi animali, in vita, erano ancora più grandi dell'affine (ed anch'esso estinto) corvo della Nuova Zelanda, arrivando a pesare oltre un chilogrammo, rappresentando in tal senso uno dei passeriformi più pesanti.
Questi uccelli mostravano zampe lunghe e fini, un becco robusto, lungo, appuntito e solo lievemente incurvato: non si conosce la colorazione del piumaggio del corvo delle Chatham, tuttavia considerando la colorazione delle specie affini esso doveva essere completamente nero, eventualmente con presenza di riflessi metallici.

## Biologia
Molto verosimilmente si trattava di uccelli dalle abitudini di vita diurne, che vivevano in coppie o in gruppetti e si cibavano un po' di tutto ciò che erano in grado di reperire durante la ricerca del cibo: il ritrovamento della maggior parte dei resti ascrivibili a questi uccelli in aree costiere farebbe pensare che essi frequentassero assiduamente le colonie riproduttive di pinnipedi ed uccelli marini, cibandosi di cibo rigurgitato, uova, nidiacei, cuccioli e placente rimasti incustoditi, carcasse e piccoli animali, eventualmente reperendo il cibo anche nelle pozze di marea, sulle spiagge e nell'entroterra.

Come tutti i corvidi, è molto probabile che anche il corvo delle Chatham fosse un uccello monogamo, in cui le coppie collaboravano nelle varie fasi della riproduzione.

## Distribuzione e habitat
Come intuibile dal nome comune, il corvo delle Chatham era endemico delle isole Chatham, con la maggior parte dei resti ascrivibili a questa specie rinvenuti sull'isola Chatham ed un numero assai minore sull'isola di Pitt.
La maggior parte dei resti del corvo delle Chatham sono stati rinvenuti in aree costiere, il che lascerebbe intuire che questi uccelli fossero abitanti delle scogliere e delle spiagge, nonché eventualmente dell'immediato entroterra di esse.

## Estinzione
Il corvo delle Chatham si estinse molto prima dell'arrivo degli europei sulle isole: molto verosimilmente, questi uccelli scomparvero a causa della caccia da parte dei Moriori (sebbene l'assenza di questo uccello nella tradizione orale locale, pur assai poco conosciuta, lasci gli studiosi piuttosto perplessi), che li utilizzavano come cibo, oltre che a causa dell'alterazione dell'habitat a causa dell'attività umana.